# Ippolito Malaspina
Ippolito Malaspina (Fosdinovo, 1540 – Malta, 1625) è stato un nobile italiano.

## Biografia
Figlio primogenito di Giuseppe Malaspina, marchese di Fosdinovo, e della nobildonna genovese Aloisia Doria, fratello di Andrea Malaspina Marchese di Fosdinovo, a favore del quale rinunciò al feudo.
Intraprese la carriera militare, iscrivendosi all'Ordine dei Cavalieri di Malta e diventando ammiraglio, Balì di Napoli, generale delle galee pontificie, ed, infine, consigliere del Gran Maestro dell'Ordine.
Era amico del pittore Caravaggio, al quale commissionò il dipinto San Gerolamo scrivente per la cappella della lingua italiana nella Concattedrale di San Giovanni a La Valletta.
Balivo di Malta, poté ritornare a Malta solo nel 1605.